# Чебовський потік
Чебовський потік (словац. Čebovský potok) — річка в Словаччині; права притока Іпеля довжиною 20.5 км. Протікає в окрузі  Вельки Кртіш.
Витікає в масиві Крупінська-Планина на висоті 555 метрів. Протікає територією сіл Чебовце; Ненінце; Баторова і Опатовска Нова Вес. Впадає Требушовський потік.
Впадає в Іпель на висоті 137.5 метрів.